# Agrionoptera sanguinolenta
Agrionoptera sanguinolenta är en trollsländeart som beskrevs av Maurits Anne Lieftinck 1962. Agrionoptera sanguinolenta ingår i släktet Agrionoptera och familjen segeltrollsländor. Inga underarter finns listade i Catalogue of Life.